# ناتالي معماري
 ناتالي معماري (7 يونيو 1982-) مذيعة عارضة أزياء لبنانية وحاصلة على لقب وصيفة ملكة جمال لبنان الأولى لعام 2000، وزوجة الأمير عبد العزيز بن عبد الله بن عبد العزيز آل سعود.

## حياتها الخاصة
ولدت في الأشرفية بيروت، لأب مسيحي وأم مسلمة، شاركت في مسابقة انتخاب ملكة جمال لبنان عام 2000 على شاشة المؤسسة اللبنانية للإرسال وحازت على لقب الوصيفة الأولى، تخصصت في مجال إدارة الأعمال من الجامعة الأمريكية اللبنانية أختها المذيعة نانسي معماري التي كانت تعمل في إم بي سي.

### إعتزالها
اعتزلت الإعلام بعد زواجها عام 2006 من صاحب السمو الملكي الأمير عبد العزيز بن عبد الله بن عبد العزيز آل سعود نائب وزير الخارجية وابن العاهل السعودي الملك عبد الله بن عبد العزيز آل سعود ورزقت منه بإبنتين الأميرة لانا والأميرة نايا.

## مشوارها المهني
بدأت مشوارها في الفيديو كليب عندما ظهرت مع الفنان كاظم الساهر في كليب «أنا وليلى» عام 1999.

### إنطلاقتها مع إم بي سي
دخلت مركز تلفزيون الشرق الأوسط صدفة، عندما كانت في زيارة لشقيقتها التي تعمل في المحطة فلفتت انتباه المدير الذي قدّم لها عرضا بالعمل، بدأت في تقديم أول برنامج تلفزيوني لها مع المذيع الأردني أيمن الزيود كان بعنوان بيبسي ميوزيكا عام 1999 بعدها ميوزيكانا عام 2000.
في العام 2002 قدمت ميوزيكانا مع الممثل خالد أبو النجا بعد ذلك قدمت برنامجا مشابها بعنوان نجوم ميوزيكانا حيث كانت أختها مشرفة ومعدة على البرنامج 

قدمت برنامج كرفان على شاشة إم بي سي عام 2003 كانت تجول فيه العالم وتستضيف في كل حلقة فنانا.

### إنتقالها إلى روتانا
انتقلت عام 2004 إلى شاشة روتانا موسيقى لتقدم برنامج توب 20 بحلته الجديدة بعدما تخلت عنه نادين فلاح 
عام 2006 قدمت برنامج المواهب أكس فاكتور بموسمه الأول على قناة روتانا موسيقى.

## البرامج التي قدمتها
| البرنامج       | القناة        | العام     |
| -------------- | ------------- | --------- |
| بيبسي ميوزيكا  | إم بي سي      | 1999      |
| ميوزيكانا      | إم بي سي      | 2000-2001 |
| نجوم ميوزيكانا | إم بي سي      | 2002      |
| كرفان          | إم بي سي      | 2003      |
| توب 20         | روتانا موسيقى | 2005-2006 |
| إكس فاكتور     | روتانا موسيقى | 2006      |